# Fiadone
Il fiadone (localmente fiaone o fiaùni) è un tipico prodotto da forno abruzzese e molisano che si prepara per le feste pasquali, anche se si consuma tutto l'anno, sia nella versione salata, più diffusa nelle aree litoranee, che dolce, più diffusa nelle aree interne. Fa parte dei Prodotti agroalimentari tradizionali abruzzesi.

## Descrizione
Ha la forma di un raviolo, la cui sfoglia esterna viene preparata con un impasto di uova, olio, vino bianco, farina, mentre il ripieno può variare, ma è a base di formaggio con prodotti a pasta dura come il rigatino e pecorino, oppure ricotta sia di mucca che di pecora, il tutto amalgamato con uova e spezie diverse (noce moscata e/o pepe macinato, e nell'aquilano anche lo zafferano).
La versione molisana si chiama casciatello e ha generalmente forma tonda, talvolta a mezzaluna. Anch'essa può essere dolce o salata, con ripieni che variano dai formaggi e salsiccia a uvetta e canditi.
La versione abruzzese non si deve confondere con il cialdone, che in alcune zone viene anche chiamato fiadone.
In Corsica il fiadone è una torta dolce a base di  brocciu (latticino simile alla ricotta), zucchero, uova e buccia di limone.